# بورخاس مارتین
بورخاس مارتین (انگلیسی: Borjas Martín؛ زادهٔ ۲۸ ژوئن ۱۹۸۷) بازیکن فوتبال اهل اسپانیا است.
از باشگاه‌هایی که در آن بازی کرده‌است می‌توان به باشگاه فوتبال رئال مورسیا اشاره کرد.